# Route nationale 477
Pour les articles homonymes, voir Route 477.
La route nationale 477 ou RN 477 était une route nationale française reliant Montchanin à Saint-Germain-du-Bois.
Après les déclassements de 1972, elle est devenue RD 977 de Montchanin à Chalon-sur-Saône et RD 24 de Thurey à Saint-Germain-du-Bois et le tronçon d'Oslon à Thurey est devenu le nouveau tracé de la RN 78.

## De Montchanin à Chalon D 977
- Montchanin (Pont-des-Morands) (km 0)
- Saint-Martin-d'Auxy (Les Baudots) (km 9)
- Marcilly-lès-Buxy
- Cersot (km 15)
- Buxy (km 22)
- Chalon-sur-Saône (km 37)

La route fait tronc commun avec l'ex-RN 83bis (devenue RN 73) jusqu'à Oslon

## D'Oslon à Saint-Germain-du-BoisN 78& D 24
- Oslon (km 44)
- L'Abergement-Sainte-Colombe (km 51)
- Lessard-en-Bresse (km 57)
- Thurey (km 60)
- Saint-Germain-du-Bois (km 69)